# Alwernia
Alwernia – miasto w południowej Polsce, w województwie małopolskim, w powiecie chrzanowskim, siedziba władz gminy miejsko-wiejskiej Alwernia.
Według danych GUS z 30 czerwca 2024 r. miasto miało 3232 mieszkańców.

## Położenie
Miasto położone jest na Wyżynie Krakowsko-Częstochowskiej, nad rzeką Regulką. Gmina jest zaliczana do ośrodków miejskich aglomeracji krakowskiej. Alwernia należy do Jaworznicko-Chrzanowskiego Okręgu Przemysłowego.

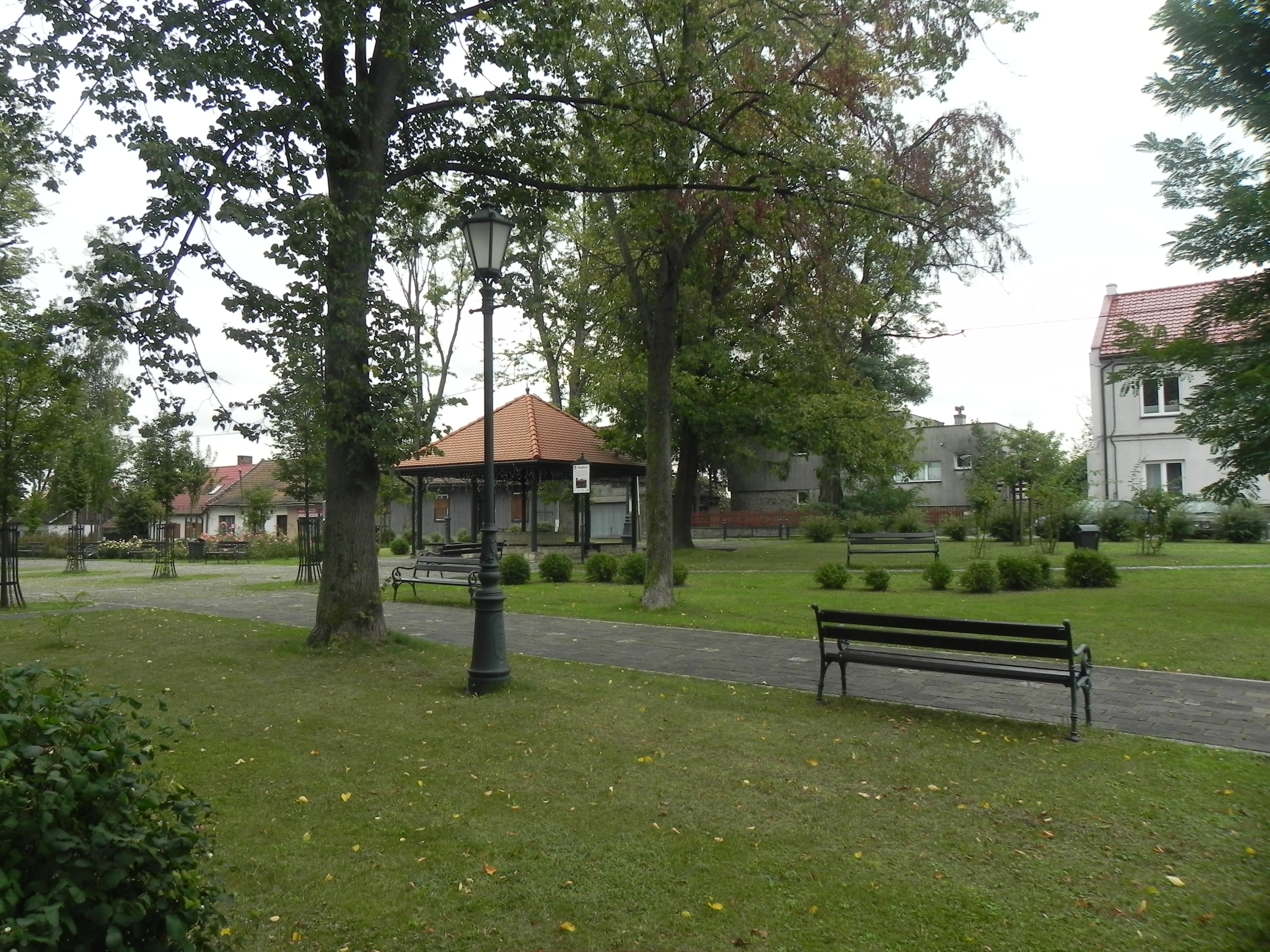
Rynek w Alwernii

## Podział administracyjny
- Stare Miasto;
- Brzeziny;
- Spalona;
- os. Chemików;
- os. Kamionki;
- ul. Kulawki.

## Nazwa
Nazwa miasteczka wywodzi się od góry La Verna (łac. Alvernia) w Toskanii (Włochy), gdzie Franciszek z Asyżu otrzymał stygmaty (1224) i gdzie później założono pustelnię franciszkanów.

## Historia
Założycielem Alwerni był Krzysztof Koryciński, herbu Topór, kasztelan wojnicki, właściciel Poręby Żegoty. Pielgrzymując do Włoch, zwiedzał tam różne miejsca święte, między innymi był w Asyżu, skąd udał się do pustelni włoskiej, zwanej Alverno nad rzeką Arno w Toskanii. Przypatrując się tej pustelni franciszkańskiej i jej górzystej okolicy, Koryciński zauważył, że okolica ta przypomina krajobrazem jego dobra. Wróciwszy do Poręby w 1616 r. podarował bernardynom zalesioną górę Podskale w zachodniej części wsi Poręba Żegoty. Na tym wzgórzu Koryciński postanowił ufundować klasztor i kościół, wzorowany na włoskiej pustelni. W realizacji projektu pomagali Piotr z Poznania zwany Poznańskim oraz Krzysztof Scipio del Campo. Jeszcze w tym samym roku stanął drewniany klasztor i kaplica. W dziewięć lat później zbudowano murowaną zakrystię, a 3 lutego 1627 r. spisano akt erekcyjny. Następnie powstał drewniany kościół pw. Stygmatów św. Franciszka, który miał dwa boczne ołtarze i istniał do 1661 r. Murowany klasztor rozpoczęto budować w 1625 r., a w pięć lat później murowany kościół wybudowany staraniem syna założyciela Alwerni, Jana Stanisława Korycińskiego. Poświęcenie kościoła przez biskupa krakowskiego Andrzeja Trzebickiego nastąpiło dopiero w 1660 r., a 16 maja 1667 został konsekrowany.
Klasztor w Alwerni posiada zabytki, wśród nich obraz Ecce Homo. Umieszczono go w kościele w 1686 r. W latach 1703–1708 dobudowano dla obrazu specjalną kaplicę.
Historia obrazu jest opisana przez Stanisława Polaczka w Monografii Powiatu Chrzanowskiego:

Obraz ten był niegdyś w skarbcu w Konstantynopolu, skąd dostał się na dwór cesarza rzymskiego Ferdynanda II (1619-1637), który się często przed tym obrazem modlił. W jednej z ciężkich przepraw wojennych zanosił pobożny monarcha gorące modły o zwycięstwo, a gdy wstał od modlitwy, usłyszał słowa: «Ferdynandzie, ja ciebie nie opuszczę». Po śmierci Ferdynanda obraz ten przeszedł w posiadanie kapelana nadwornego, który darował go radcy węgierskiemu Holló, a ten ofiarował go swojemu przyjacielowi księdzu Michlajskiemu z Lubowli na Spiszu. Ks. Michlajski, poczuwając się do wdzięczności oo. bernardynom w Alwerni, którzy jego ojca w chorobie pielęgnowali, a nawet w grobach swoich pochowali, darował ten obraz klasztorowi, dokąd go w dniu 2 sierpnia 1686 w uroczystej procesyi wprowadzono.

Po wygaśnięciu rodu Korycińskich, Alwernia przeszła wraz z obszarem dworskim – Porębą Żegoty – w dziedzictwo Schwarzenbergów-Czernych, a od nich nabyli te dobra w XVIII w. Szembekowie. Byli oni właścicielami tych dóbr do początku XX w.
Poniżej klasztoru rozwinęła się później osada, która w 1776 r. na mocy przywileju króla Stanisława Augusta Poniatowskiego na prośbę swego szambelana Aleksandra Szembeka, ówczesnego dziedzica tych dóbr, uzyskała prawo do organizowania targu. Przywilej ten opiewał na 12 jarmarków rocznie pod warunkiem, iż w promieniu trzech mili nie mogą się odbywać inne jarmarki z wyjątkiem tych miejscowości, które już posiadały podobny przywilej. Targi te początkowo odbywały się w pierwszy czwartek miesiąca, później organizowane były w każdą trzecią środę. Alwernia dostała prawa miejskie w roku 1790, a od roku 1845 posługiwała się pieczęcią miejską, kształtu owalnego, wielkości dzisiejszej monety na której przedstawiony był kościół z wysoką wieżą i z dwiema sosnami po bokach oraz z napisem w otoku „Kolonia Alwernia” i z datą 1845 r. W roku 1796 była wzmiankowana jako niewielki ośrodek kupiecko-administracyjny.
Odpusty w pierwszą niedzielę oktawy Bożego Ciała (tzw. Strzelanka) stały się znane w okolicy, jak również w innych częściach Polski rozbiorowej.
Cytat z monografii Polaczka:

Najliczniejszy odpust bywa w Alwerni w niedzielę wśród oktawy Bożego Ciała. W dniu tym wyrusza procesya z kościoła do lasu, gdzie znajdują się cztery kapliczki, poświęcone czterem Ewanielistom, przy których bywają śpiewane 4 ewanielie. W procesyi biorą udział mieszkańcy okolicznych parafii z obrazami i chorągwiami oraz pątnicy ze Ślązka i Królestwa Polskiego. Przy sprzyjającej pogodzie gromadzi się tutaj w tym dniu do 10 000 wiernych. Ze względu, że od soboty wieczora aż do ukończenia uroczystości odzywają się z góry Alwerni salwy moździerzowe, lud nazwał tę niedzielę strzelaną.

Monografia ta przedstawia również profil zawodowy i społeczny Alwerni od XVIII do XX w.:

W r. 1795 w Alwerni były 33 domy, 44 rodziny chrześcijańskie i 4 żydowskie z 208 mieszkańcami; między nimi było 183 rzymsko-katolików i 25 żydów. Nie dysponujemy dokładnymi informacjami na temat początków osadnictwa żydowskiego w Alwerni. Pierwsze informacje pochodzą dopiero z końca XVIII wieku. Pojawienia się grupy osadników żydowskich było zapewne związane z przywilejem organizowania jarmarków, który w 1776 lub 1778 r. nadał osadzie Stanisław August Poniatowski. Co do stanu i zarobkowania dzieliła się wówczas tutejsza ludność na 10 księży, 1 szlachcica, 8 rzemieślników, 1 rolnika, 33 chałupników, 40 innych zarobników i 114 kobiet i dzieci. W r. 1809 było tu domów 48, mieszkańców 278, w r. 1870 domów 79 mieszkańców 524, między nimi 49 Żydów, w r. 1880 domów 75, mieszkańców 559, między nimi 70 Żydów, a wreszcie w r. 1910 domów 69, mieszkańców 504, między nimi 74 Żydów. Niemal wszyscy mieszkańcy tutejsi utrzymują się z rzemiosła. W r. 1869 było tu 7 rzeźnikow, 6 piekarzy, 3 kramarzy, z tych 2 Żydów, 2 szynkarzy, 3 rymarzy, 15 garncarzy, 2 tkaczy, 9 kowalów, 3 krawców, 3 szewców, 3 stolarzy i 1 kołodziej.

6 maja 1862 r. otwarta została szkoła pszczelarska z inicjatywy Feliksa Florkiewicza. W roku 1896 miasto straciło prawa miejskie, a odzyskało już w 1903, gdy władze austriackie zapisały Alwernię w rejestrze miast.
W 1899 r. uruchomiono linie kolejową z Trzebini do Wadowic, którą zamknięto w 2002. Po I wojnie światowej Alwernia została uznana za miejscowość uzdrowiskową. W roku 1933 miejscowość po raz kolejny utraciła prawa miejskiej. W 1941 r. Niemcy wysiedlili bernardynów z klasztoru, urządzając w nim więzienie i Feldgericht (sąd wojenny). Zakonnicy wrócili dopiero po II wojnie światowej. 28 kwietnia 1943 w klasztorze ukrywał się Witold Pilecki. Nocą 3 na 4 listopada 1944 roku grupa dywersyjna z oddziału Armii Ludowej im. Ludwika Waryńskiego dokonała akcji zbrojnej w Zakładach Chemicznych „Alwernia”.
Na przełomie lat 1923/1924 uruchomiono w Alwerni prywatną fabrykę chemiczną. Po II wojnie światowej fabryka przejęta została przez Skarb Państwa. Ostateczne brzmienie nazwy pochodzi z 1978 r.: Zakłady Chemiczne „Alwernia”, a po restrukturyzacji i inwestycjach w linię produkcyjną zakład został skreślony z listy największych trucicieli w Polsce. W latach 1975–1998 miasto administracyjnie należało do województwa krakowskiego.
Pod koniec lat 70. XX w. powstało w Alwerni osiedle bloków mieszkaniowych – os. Chemików, początkowo dla pracowników owych zakładów. Po raz kolejny prawa miejskie Alwernia dostała w roku 1993 r.
W 2004 r. w mieście kręcone były zdjęcia do filmu Alwernia w reżyserii Konrada Szołajskiego. Inspiracją do nakręcenia dokumentu stała się twórczość teatralna Andrzeja Grabowskiego i Mikołaja Grabowskiego.
W nocy z 6 na 7 marca 2011 r. w zespole klasztornym oo. Bernardynów wybuchł pożar, który całkowicie strawił dach nad domem mieszkalnym zakonników i w znacznej części nad kościołem. Spłonęła mniejsza wieża. Dzięki interwencji strażaków ogień nie przedostał się do wnętrza klasztoru.

## Demografia

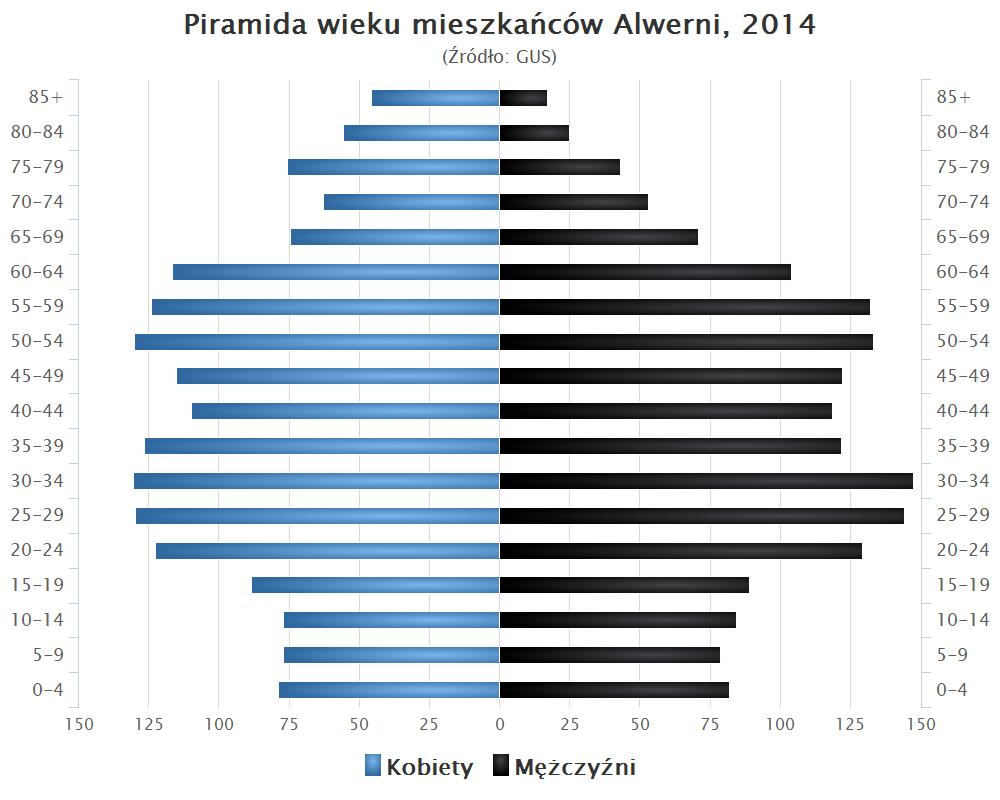
Piramida wieku mieszkańców Alwerni w 2014 roku

## Gospodarka
Znajdują się tu duże Zakłady Chemiczne „Alwernia” S.A (od 1923/1924 r.) produkujące głównie związki fosforu i chromu. Ośrodek przemysłowy, turystyczny i wypoczynkowy.

## Transport
- w pobliskim Grojcu (około 4 km na północ od Alwerni) autostrada A4 (węzeł Rudno – wjazd na autostradę możliwy wjazd i wyjazd w kierunku Krakowa oraz w kierunku Katowic),
- przez miasto przebiega droga wojewódzka nr 780 Kraków–Chełm Śląski,
- prywatne połączenia autobusowe do Krakowa, Chrzanowa, Oświęcimia, Krzeszowic,
- PKP przystanek osobowy linii 103 relacji Trzebinia–Wadowice (nieczynny od października 2002 r.).

## Zabytki
Obiekty wpisane do rejestru zabytków nieruchomych województwa małopolskiego.
- zespół architektoniczno-przestrzenny miejscowości: kompleks klasztorny, układ przestrzenny wsi;
- zespół klasztorny bernardynów: kościół pw. Stygmatów św. Franciszka, klasztor, ogrodzenie z bramą;
- założenie klasztorne OO. Bernardynów: dom opata, stajnia-stodoła, stajnia-wozownia, studnia, altana, ogród, mur ogrodzeniowy (budynek stajni

– wozowni, skreślony decyzją z dnia 23.10.2018);
- kaplica św. Floriana z drzewostanem;
- dom drewniany z 1823 roku stojący przy Rynku nr 15 (przed przeniesieniem do Nadwiślańskiego Parku Etnograficznego);
- dom drewniany z ogrodem z 1791 roku, Rynek 24.

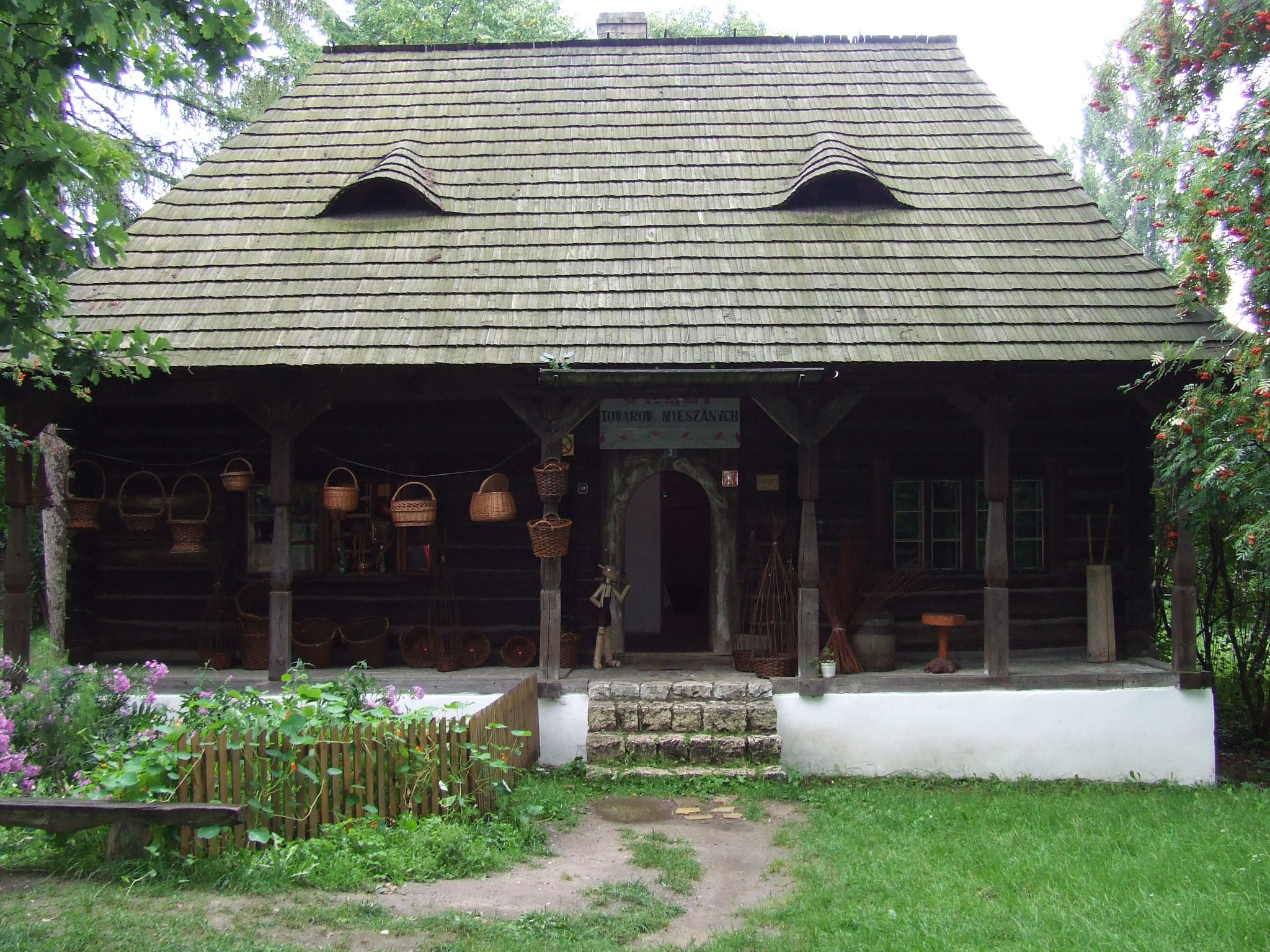
Dom z Alwerni znajdujący się w Nadwiślańskim Parku Etnograficznym

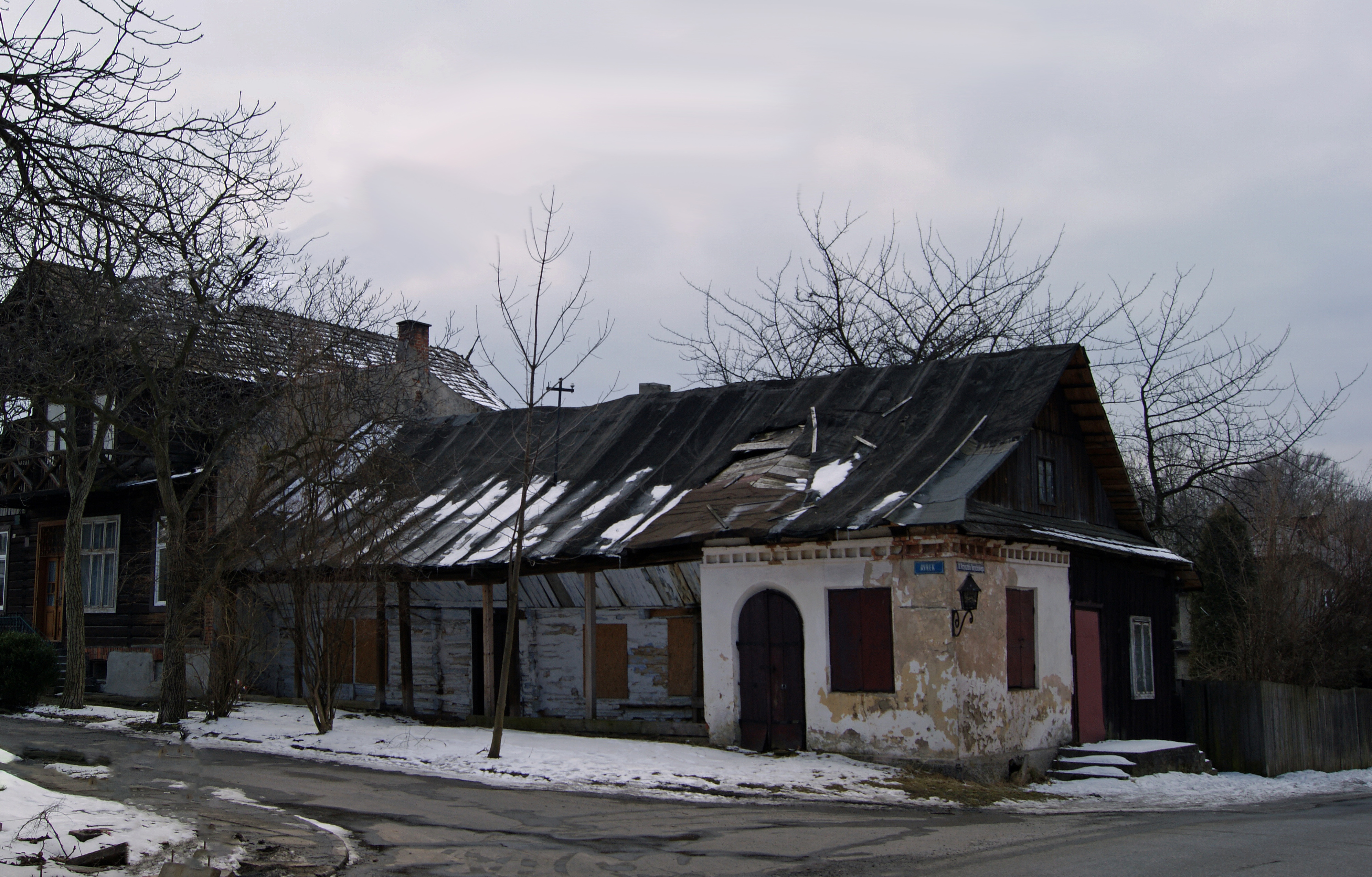
Dom z 1791 roku

## Atrakcje turystyczne
- najstarsze w Polsce Muzeum Pożarnictwa;
- zalew Skowronek;
- Strzelanka odpust w pierwszą niedzielę oktawy Bożego Ciała.

Walory krajobrazowe tych okolic docenił już założyciel Alwerni lokując tu klasztor. O pięknie Alwerni pisano już w przewodnikach z początku XIX w.:

Na wysokiej ciemnym borem pokrytej górze, w samotnem i dzikiem ustroniu sprzyjającóm świętym rozmyślaniom, stoi kościół, a przy nim klasztór tak zwanych w Polsce XX. Bernardynów (Fratr. min. S. Fran. de Observantia). Miejscu temu nadano nazwę Alwernia, od pustyni leżącej nad rzeką Arno w Toskanii, pamiętnej mieszkaniem S. Franciszka, ustawodawcy zakonnikow tu istniejąych. Założycielem tego kościoła i klasztoru był na początku XVII w. Krzysztof Koryciński kasztelan wojnicki, starosta gniewkoski, mąż dobrze zasłużony krajowi, a którego zwłoki po nastąpionej śmierci jego w 1636 r. w tym skromnym kościele na wieczny spoczynek złożono. Z mieszkań tego klasztoru można powiedzieć, jest widok na Galicyę jeden z najpiękniejszych w całej Polsce, szczególniej w chwili kiedy słońce rozniosłszy światło na całe Karpaty, połyskuje po ich śnieżnych szczytach. Ten widok Jan Głowacki krakowianin swym pędzlem wiernie naśladującym piękności natury, przeniósł farbami na płótno; praca ta nie tylko pomnożyła słynne jego krajobrazy, ale odznaczyła się między niemi doskonałością i dała poznać że talent tego artysty mógł się odważyć na oddanie i tego widoku.

## Prasa
- „Ecce Homo” – gazetka (miesięcznik) wydawana przez parafialny oddział Akcji Katolickiej w Alwerni;
- „Rynek Firm. Informator Alwernia” – informator gminy Alwernia.
- „Alchemik. Miesięcznik Zakładów Chemicznych Alwernia” (archiwum)

## Struktury wyznaniowe
- Kościół rzymskokatolicki
- Świadkowie Jehowy

## Sport
- Stadion MKS Alwernia
- Małopolski Wyścig Górski (12 czerwca 2015: start pierwszego etapu 53. Małopolskiego Wyścigu Górkiego[11]. 10 czerwca 2016: meta pierwszego etapu 54. Małopolskiego Wyścigu Górskiego[12]. 9 czerwca 2017: start pierwszego etapu 55. Małopolskiego Wyścigu Górskiego[13]).

## Związani z Alwernią
- Piotr z Alwerni – legat papieski w Polsce, mediator w wojnie polsko-krzyżackiej (1327–1332)[14]
- Andrzej Grabowski – polski aktor filmowy, teatralny, kabaretowy i telewizyjny, stand-uper oraz wokalista, honorowy obywatel miasta
- Mikołaj Grabowski – polski reżyser teatralny, dyrektor teatrów, aktor filmowy, teatralny i telewizyjny, pedagog, profesor sztuk teatralnych[15]
- Wiesław Włodarski – założyciel i prezes Grupy FoodCare.

## Miasta partnerskie
- Évron, Francja[16]
- Hoszcza, Ukraina[17]